# Sogolon Kondé
Pour les articles homonymes, voir Kondé (homonymie).
Sogolon Kondé ou Koné, appelée aussi Sogolon Kèdjou ou Kèdjougou (« Sogolon la vilaine »), Sogolon Koudouman (« Sogolon la verruqueuse ») ou encore Sogolon Kondouto (« Sogolon la bossue ») en raison de son apparence laide et difforme, est la mère de Soundiata Keïta, le fondateur de l'empire mandingue en Afrique de l'Ouest au XIIIe siècle. Elle joue un rôle important dans l'épopée de Soundiata transmise par les traditions orales et qui mêle événements historiques réels et éléments légendaires. Dans l'épopée, Sogolon apparaît dotée de pouvoirs magiques et conseille son fils.

## Dans l'épopée de Soundiata

### Mariage de Sogolon
Dans toutes les variantes de l'épopée de Soundiata, Sogolon Kondé joue un rôle important dans la naissance et la jeunesse de Soundiata Keïta. Dans la version rapportée par Wa Kamissoko, Sogolon est recherchée par deux frères chasseurs, Dan Massa Woulani (autrement dit Tiramakhan Traore) et Dan Massa Woulamba, les vainqueurs de Dô-Kamissa, la femme-buffle qui ravageait la région de Dô sous la forme d'un buffle sauvage. À titre de récompense pour avoir mis fin à ce fléau, les deux chasseurs sont invités par les gens de la région à choisir une épouse parmi les jeunes femmes du pays. Mais, conseillés avant leur expédition par le patriarche des devins, les deux chasseurs demandent au roi du Dô, Dô Moko Niamoko Djata (« Djata, le guide des gens du Dô »), aussi appelé Gnèmo Diarra, ou encore Do Mansa Gnèmo Diarra, « Gnèmo Diarra, roi du Dô », de faire aussi sortir de sa case Sogolon Koudouman, malgré sa laideur exceptionnelle qui lui interdit a priori le mariage. Les deux frères emmènent Sogolon et vont la remettre au roi de Niani, Fara-Koro Makan Kègni (Naré Maghann Konaté dans la version de D. T. Niane) qui l'épouse. Elle lui donne six fils, dont Soundiata Keïta qui est le quatrième né, ainsi qu'une fille, Sogolon Kolonkan.

### Gestation et naissance de Soundiata
La gestation et l'enfance de Soundiata comportent plusieurs éléments merveilleux. Dans la version de Wa Kamissoko, la nuit où Soundiata est conçu, tout le royaume du Manden en est prévenu par un rêve et pressent le grand destin de l'enfant à naître ; la gestation dure dix-sept ans, et, le jour de la naissance, tout le Manden rêve à nouveau de Soundiata. Pendant la gestation, le petit Soundiata avait la capacité de sortir du ventre de sa mère endormie pour aller chasser des margouillats (de petits lézards), les faire griller et les manger, avant de rentrer dans le sein maternel pour terminer sa nuit. Ayant remarqué ce manège une nuit, Sogolon va se faire conseiller par Djéli Moussonin Toumoun Maninyan (« Toumoun Maninyan, la petite-dame-griotte »), qui lui indique comment accoucher : pendant l'absence de l'enfant parti chasser les margouillats, Sogolon va prévenir Toumoun Maninyan, qui l'aide à se recoucher et place un mortier entre ses jambes, de sorte que, lorsque Soundiata revient et tente de rentrer dans le ventre de sa mère, il se heurte au fond du mortier, où la mère et la sage-femme peuvent le saisir.
Dans la version de Babou Condé transcrite par Camara Laye, où ces épisodes ne figurent pas, la naissance de Soundiata est annoncée par deux cyclones qui se rencontrent dans le ciel au-dessus de Niani en pleine saison sèche. Sogolon accouche seule, sans aucune aide : les servantes ne découvrent la naissance qu'une fois l'accouchement terminé et vont l'annoncer au roi.

### Enfance de Soundiata
L'enfance de Soundiata est cependant malheureuse : paralysé des jambes, l'enfant reste incapable de marcher jusqu'à un âge avancé, dix-sept ans dans la version de Wa Kamissoko. Pendant ce temps, Sogolon Kèdjougou est en butte à la jalousie et à la haine de Sassouma Bérété (ou Tassouma), la précédente épouse du roi, qui a elle aussi des fils. Un jour, Manden Bogori, fils de Sassouma, va chercher pour sa mère des feuilles de baobab ; Sogolon, dont le fils est incapable de lui rendre le même genre de services, est contrainte de quémender quelques feuilles auprès de sa rivale, mais Sassouma les lui refuse et l'insulte publiquement. Devant les lamentations de Sogolon, le jeune Soundiata décide de se lever : il demande à son père de commander aux forgerons (dont l'ancêtre mythique est Noun Fayiri) de couler une énorme barre de fer pour la lui livrer. Soundiata s'appuie à cette barre de fer, qu'il courbe sous sa force, et parvient ainsi à se mettre debout et à marcher. C'est la fin de sa paralysie : aussitôt, il va jusqu'à un baobab et arrache l'arbre entier pour le remettre à Sogolon.

### Vieillesse et mort de Sogolon
Après la mort de Fara-Koro Makan Kègni, Sogolon est exilée avec toute sa famille, dont Soundiata. Après plusieurs étapes, tous trouvent un accueil durable et bienveillant à Mèma (ou Nèma), auprès du roi Faran Tounkara. Ils y résident jusqu'à l'arrivée de messagers venus du Manden pour demander secours à Soundiata, seul capable de tenir tête à Soumaworo Kanté, roi du Sosso, qui a conquis le Manden et le dépouille de ses richesses. Sogolon rencontre les messagers au marché et reconnaît leur origine aux variétés de légumes qu'ils sont venus vendre et qui sont typiques du Manden (le grand gombo, l'aubergine et le haricot dit mògòtigi, « le populaire ») : elle les amène alors au palais, où ils transmettent leur message à Soundiata et le pressent de rentrer au Manden. Sogolon donne alors des indications à Soundiata qui lui permettent de prédire la tournure que prendra sa guerre contre Soumaworo en accomplissant un rite divinatoire devant un karité mort ; Soundiata accomplit le rite, qui augure de sa victoire, et il décide de partir le lendemain. Dans la nuit, Sogolon meurt. Le lendemain, Soundiata veut l'enterrer sur place, mais le roi Faran Tounkara s'y oppose dans un premier temps, puis tente de lui faire payer le prix de la terre où la reine serait enterrée. Soundiata réplique à cette demande inique par une menace, et, sur l'avis de ses conseillers, le roi finit par accepter que Sogolon soit enterrée à Nèma.

## Dans la postérité de l'épopée
Sogolon apparaît dans plusieurs des réécritures et adaptations de l'épopée de Soundiata. Au cinéma, elle apparaît dans le film Keïta ! L'Héritage du griot réalisé par le cinéaste burkinabé Dani Kouyaté en 1995, où elle est jouée par Blandine Yaméogo. Au théâtre, elle donne son nom à un spectacle de la compagnie ivoirienne Ki Yi M'Bock, Sogolon, l'épopée panafricaine, créé en 2006.